# Trichaeta democedes
Trichaeta democedes är en fjärilsart som beskrevs av William Schaus 1928. Trichaeta democedes ingår i släktet Trichaeta och familjen björnspinnare. Inga underarter finns listade i Catalogue of Life.